# Henri Crémieux
Henri Gustave Elie Crémieux (* 19. Juli 1896 in Marseille, Frankreich; † 10. Mai 1980 in Cassis) war ein französischer Schauspieler.

## Leben
Der Sohn eines südfranzösischen Malers sollte ursprünglich den Beruf des Vaters ergreifen, interessierte sich aber mehr für das Theater und trat als Amateur an der Operette seiner Heimatstadt Marseille auf. In Paris angekommen, besuchte Crémieux als Zuhörer das Konservatorium und begann 1916 seine Profilaufbahn am Théâtre National de l’Odéon. Es folgten weitere hauptstädtische Verpflichtungen z. B. an das Théâtre de la Ville – Sarah-Bernhardt, das Théâtre Michel, das Théâtre Antoine, das Théâtre des Ambassadeurs, das Théâtre de l‘Atelier, das Théâtre du Gymnase, das Théâtre des Célestins und schließlich das Théâtre du Palais-Royal. Noch mit über 80 Jahren stand Crémieux auf der Bühne. Zunächst nur mit kleinen Aufgaben bedacht, konnte Crémieux später auch Hauptrollen wie beispielsweise den Onkel Wanja im gleichnamigen Tschechow-Stück spielen. 
1929 knüpfte der Südfranzose mit dem eleganten, schmalen Oberlippenbart seinen ersten Kontakt zum Film: Bei Augusto Geninas „Miss Europa“, entstanden in der Umbruchszeit vom Stumm- zum Tonfilm, lieh er einem der Hauptdarsteller seine Stimme. Doch erst drei Jahre darauf stand Henri Crémieux erstmals selbst vor der Kamera. In den kommenden vier Jahrzehnten spielte er eine Fülle von Nebenrollen in zum Teil sehr bekannten Filmen, in denen er Stars wie Fernandel, Jean Marais, Louis de Funès, Michel Simon, Charles Vanel, Catherine Deneuve und immer wieder Jean Gabin zu Partnern hatte. Sein Rollenfach umfasste die unterschiedlichsten Typen: Herren von Welt („Der Gorilla läßt schön grüßen“, „Der Präsident“) ebenso wie einfache Leute (Schalterbeamter in „Wenn Marie nicht so launisch wär“). Darüber hinaus fand der Künstler seit 1956 auch reichlich Beschäftigung beim Fernsehen (Serie "Un mystère par jour").

## Filmografie
- 1932: Photos (Kurzfilm)
- 1933: Âme de clown
- 1934: La cinquième empreinte
- 1936: La flamme
- 1936: L’homme du jour
- 1936: Courrier sud
- 1937: Eifersucht (Nuits de feu)
- 1937: Hercule
- 1937: Die Perlen der Krone (Les perles de la couronne)
- 1938: Gibraltar
- 1939: Nord-Atlantique
- 1939: Narziss, der unfreiwillige Flieger (Narcisse)
- 1939/41: Schleppkähne (Remorques)
- 1940: Sixième étage
- 1945: Zum kleinen Glück (Au petit bonheur)
- 1945: François Villon
- 1946: Wenn der Himmel versagt (La tentation de Barbizon)
- 1946: Les requins de Gibraltar
- 1947: Capitaine Blomet
- 1948: Le bal des pompiers
- 1948: Bal Cupidon
- 1949: La petite chocolatière
- 1949: Lady Paname
- 1949: Orpheus (Orphée)
- 1950: Der sensationelle Einbrecher (Le passe-muraille)
- 1951: Drei Telegramme (Trois télégrammes)
- 1951: Pläsier (Le plaisir)
- 1951: Die Schönheitskönigin von Paris (La Plus Belle Fille du Monde)
- 1952: Auf den Straßen von Paris (La fête à Henriette)
- 1952: Wir sind alle Mörder (Nous sommes tous des assassins)
- 1952: La dame aux camélias
- 1953: Eine wunderbare Liebe (L'étrange désir de Monsieur Bard)
- 1953: Heiße Ware für Marseille (Quai des blondes)
- 1954: Wer nimmt die Liebe ernst ? (Cadet Rousselle)
- 1955: Gas-Oil (Gas-Oil)
- 1955: Die schwarze Akte (Le dossier noir)
- 1956: Vulkan im Blut (Le sang à la tête)
- 1956: Honoré de Marseille
- 1957: Der Faulpelz (Le chômeur de Clochemerle)
- 1957: Mädchenfalle (Donnez-moi ma chance)
- 1957: Der Gorilla läßt schön grüßen (Le gorille vous salue bien)
- 1958: Gesetz ist Gesetz (La loi c'est la loi)
- 1958: Nachts fällt der Schleier (Toi le venin)
- 1959: Tatort Paris (125, rue Montmartre)
- 1959: Das Testament des Orpheus (Le testament d'Orphée)
- 1961: Der Präsident (Le président)
- 1961: Der Mörder steht im Telefonbuch (L’assassin est dans l’annuaire)
- 1961: Der siebte Geschworene (Le septième juré)
- 1962: Die Zitadelle von San Marco (Mathias Sandorf)
- 1962: Am Ende aller Wege (La glaive et la balance)
- 1963: Meine Tage mit Pierre – meine Nächte mit Jacqueline (La vie conjugale)
- 1964: Cyrano und d’Artagnan (Cyrano et d'Artagnan)
- 1964: Monsieur
- 1966: Die Mädchen von Rochefort (Les demoiselles de Rochefort)
- 1969: Schüsse aus der Manteltasche (Le temps des loups)
- 1969: Wenn Marie nur nicht so launisch wär’ (Les caprices de Marie)
- 1970: Träume auf Bestellung (Ils)
- 1970: Eselshaut (Peau d'âne)
- 1971: Der letzte Tanz des blonden Teufels (Un beau monstre)
- 1972: Albert Einstein (Fernsehfilm)
- 1973: Na!
- 1974: Drôle de graine
- 1975: Les Renards
- 1976: Das blaue Land (Le pays bleu)
- 1977: Rien ne va plus
- 1978: Die Barrikade vom Point du Jour (La barricade du point du jour)
- 1978: Confidences pour confidences
- 1980: L‘Affaire Lezay (Fernsehfilm)